# REALbasic
Realbasic (RB) is een objectgeoriënteerde programmeertaal, afgeleid van de BASIC-syntaxis, die de ontwikkeling via Rapid Application Development (RAD) van grafische applicaties toelaat. Applicaties ontwikkeld met Realbasic kunnen gecompileerd worden voor Linux, Mac OS X en Windows. Realbasic wordt ontwikkeld en gecommercialiseerd door Real Software, Austin Texas.

## Kenmerken
Realbasic is een sterk getypeerde (strongly-typed) programmeertaal met minimale automatische typeconversie en biedt ondersteuning voor enkelvoudige overerving en 'blauwdruk overerving' (interface inheritance), klasse methodes en klasse variabelen (properties), operator-overloading en automatisch geheugenbeheer via reference-counting. Een belangrijk kenmerk is de mogelijkheid om bestaande klassen uit te bereiden en niet enkel van bestaande klassen over te erven, zoals Objective-C, dit beperkt sterk de noodzaak voor gebruik van Abstract Factory patroon, wat het gebruik van applicatieframeworks in Java en C++ complex maakt. Realbasic 2007 Release 3 voegde de ondersteuning van naamruimte (namespace) toe, hierdoor kunnen in modules: klassen, interfaces en andere modules worden ondergebracht. Realbasic 2007 Release 4 voegde ondersteuning toe voor 'delegates'.